# Tipula (Triplicitipula) triplex
Tipula (Triplicitipula) triplex is een tweevleugelige uit de familie langpootmuggen (Tipulidae). De soort komt voor in het Nearctisch gebied.